# Omaggio a Neruda
Omaggio a Neruda - Neruda recita Neruda – Inti-Illimani cantano Neruda è un EP split del poeta cileno Pablo Neruda e del gruppo musicale cileno Inti-Illimani, pubblicato nel 1975.

## Descrizione
L'EP, pubblicato dall'etichetta I Dischi Dello Zodiaco su 7" a 45 giri, è dedicato alla figura del poeta cileno Pablo Neruda ed è sottotitolato Neruda recita Neruda – Inti-Illimani cantano Neruda.
Sul lato A sono incise due poesie, recitate da Neruda, mentre sul lato B due canzoni che, su musiche di Sergio Ortega, utilizzano testi del poeta cileno e sono cantate dagli Inti-Illimani.
I brani degli Inti-Illimani sono tratti dal loro secondo album italiano La nueva canción chilena.

## Tracce
1. Pablo Neruda – Cuando de Chile (testo: Pablo Neruda)
2. Pablo Neruda – Las uvas y el viento (testo: Pablo Neruda)
3. Inti-Illimani – Ya parte el galgo terrible (testo: Pablo Neruda – musica: Sergio Ortega)
4. Inti-Illimani – Asi como hoy matan negros (testo: Pablo Neruda – musica: Sergio Ortega)